# Marijan Dragman
Marijan Dragman (Zagreb, 24. travnja 1910. - 1945.) hrvatski planinar, gorski spasitelj, fotograf, boksač, hrvač, slikar i pripadnik pokreta otpora u Drugome svjetskom ratu.

## Životopis
Rodio se je 1910. godine. Dragman je članom Hrvatskog planinarskog društva (HPD) postao 1920. Penjao se po Kleku, Velebitu, Julijskim Alpama. Dragman je bio među prvim članovima novoosnovane (1936.) Alpinističke sekcije HPD-a. Iste 1936. unutar te sekcije osnovana je i Izvježbana momčad za spašavanje koja se skrbila o unesrećenim planinarima, što je začetak današnje zagrebačke Gorske službe spašavanja. Bio je instruktor i pročelnik Alpinističke sekcije Hrvatskog planinarskog društva. Održavao je predavanja o planinarstvu na kojima je koristio vlastite fotografije na dijapozitivima, koje su zbog svoje umjetničke vrijednosti osvajale nagrade, a strastveno se je bavio i slikanjem. Tijekom života bavio se hrvanjem i boksom, te je godine 1935. postao prvak Hrvatske u boks u poluteškoj kategoriji. Iz njegova slikarskog opusa ostalo je 36 slika. Uglavnom su to ulja na platnu raznih veličina, grafika, reprodukcija i originala otisaka.
U siječnju 1945. uhićen je zbog suradnje s partizanima, te mu se na putu iz Lepoglave u Jasenovac gubi svaki trag.
Na drugu obljetincu smrti planinara Dragutina Brahma, koji je poginuo prilikom pokušaja uspinjanja na Anića kuk (712m), najvišu hrvatsku stijenu u području NP Paklenica, Marijan Dragman i Drago Brezovečki prvi su se uspjeli popesti po stijeni, a rutu su nazvali u čast nesretno preminulog Brahma.
Mnoge planinarske staze nose njegovo ime. 24. travnja 2020. njemu je čast nazvana je jedna malenih zelenih ulica na zagrebačkom Jarunu, koje inače nose imena po zagrebačkim športašima.